# 高木マーガレット
高木 マーガレット（たかぎ マーガレット、女性、1992年9月14日 - ）は、日・英両言語のフリーアナウンサー、ラジオパーソナリティである。
フルネームは髙木 マーガレット 萌香（たかき マーガレットもえか）であるが、静岡放送（SBS）時代は主に「髙木 萌香」の名前で活動していた。フリーを機に「高木マーガレット（たかぎ マーガレット）」と読みを改めた。

## 略歴
1992年（平成4年）9月14日、アメリカ合衆国ハワイ州ホノルル生まれ。
テキサス州ダラス市に移り、その後帰国。
西南学院高等学校を経て国際基督教大学を2015年に卒業。
大学に在学中はプロダクション尾木に所属し、bayfmなどに出演。
大学生時代、4大キー局のアナウンススクールに通っていた。

### アナウンサー時代
2015年4月にSBS入社。同年6月2日のラジオ番組『You Gotta News〜夕方ニュース〜』でデビュー。同年9月28日からは『イブアイしずおか』の「ぐるぐるレストラン」コーナーを担当。香取慎吾へのインタビューに苦戦したが、『高木萌香のアナらじ』番組内で、香取慎吾にロケで優しい言葉をたくさんかけてもらったと感謝を語った。
2016年5月から、産休に入った重長智子アナウンサーに代わり『イブアイしずおか』の「街トモ」のコーナーを担当。
2017年1月に、ブログやアナらじの番組内で「アナウンス部の宣伝担当になる」と宣言し、それ以降、SBSのYouTuberとして『マーガレットチャンネル』を開設。動画を自分で撮影し、動画編集を始める。
2月15日、「イブアイカルテット」を結成し、ヴァイオリンを担当する。動画をYouTubeに投稿。
8月19日・20日に、駿府城公園で開催されるイベント「超ドSフェスタしずおか」（18年ぶりに「フェスタしずおか」を復活させる格好のもの）を盛り上げるためとして、SBSアナウンサーである高木と大槻有沙の2人によるアイドルユニット「ら・フェスタ」を結成。PR大使としてCD『しずおかより愛を込めて』を販売。カップリング曲の『フェスタ・ダ・モンデ』も収録。オリコン1位を目指した。フェスタ特任大使を務めた音楽プロデューサー小室哲哉、八代亜紀、西城秀樹、などと同じステージで2日間披露。
また、アイドルユニット以外にも、「イブアイしずおか」で、「ラップ百人組手」というコーナーでラップに挑戦し、超ドSフェスタしずおかを盛り上げる。ラッパーのマチーデフとヒューマンビートボクサーのサイボーグかおりと3人で静岡の街の人々に急にラップで話しかけるという斬新なプロジェクトを行った。（YouTubeとテレビで同時放送）
2018年3月28日に、入社1年目から出演していた番組『イブアイしずおか』を退任。それに伴い、3年間担当したコーナー「ぐるぐるレストラン」も終了。自身で企画・編集している番組『高木萌香のアナらじ』に専念したいとSBSラジオで発表。これからは前向きに頑張りたいと今後の新たな目標を語った。やきそばかおるはこの回を『★高木萌香アナ（マギー）の色々な思いが、はき出されている回…。』と紹介した。
『髙木萌香のアナらじ』はradikoで「スキマ時間に聞きたい！ 英語が学べるおすすめラジオ番組」として紹介された。
9月30日を以て、静岡放送を退社することを発表。

### フリーアナウンサー・ナビゲーター時代
12月21日、「高木マーガレット」に、芸名を改名。
2019年4月からZIP-FMのミュージックナビゲーターに就任。IRENEに代わって4月5日より『GOODY』を担当。
前の時間帯の番組『High! MORNING!』のMEGURUや13時からの番組『JOYFUL』のSEAMOと堀江美穂にも可愛がられている。
7月からZIP-FMの『bloomy*』水曜日・木曜日を担当。月曜日・火曜日は高樹リサが担当。
9月14日（高木の誕生日）に「maggie's channel #trendiful」を起ち上げた。
11月22日にリニューアルオープンした渋谷PARCOの館内英語アナウンスを担当。
2020年4月からZIP-FMの『SWEET VOX』を担当。
4月2日、高橋茉奈・高木マーガレット・くまきもえの3人で「gdgd3m」の活動開始。
仙台S-PAL館内日本語・英語アナウンスを担当。
セブンイレブンの店内放送を担当。
ミスタードーナツ店内限定番組「MISDO CLUB MUSIC STATION」を担当。
2021年1月10日、stand.fmで「バイリンガルアナウンサーちゃんねる。」をスタート（2021年2月12日で更新停止中）
2021年9月末で所属事務所FM BIRDを退所。
10月からJ.D. Power社 YouTubeチャンネル「J.D. Power News Network」「J.D. Power Showcasing」アナウンサーを担当。
2022年9月3日に「高木マーガレットのFC ❁ OHANA ❁」をオープン。
10月20日にCameoに参加
2023年1月から株式会社フェアコンサルティングのYouTubeチャンネルのMCを担当。
3月28日、あいち海上の森PR動画「ゆったりまったり、わたし時間」に出演。
2023年3月31日、株式会社FM BIRDとの業務提携を円満解消。
4月、『高木マーガレットのMO-E-KA』で約5年ぶりにSBSラジオの番組を担当。
同じく4月より、ZIP-FMの新番組『MAGIC JAM』担当｡
9月9日、二人組のユニット『純ジャパとネイティブ』に「突如現れた助っ人バイリンガルアナウンサー！」という肩書きで参加。渡邉聖斗とユニット活動を開始。『純ジャパとネイティブ』は当初、マサト（渡邉聖斗：純ジャパ）とハナ（田中葉奈アレクシス：ネイティブ）のユニットだったがハナが思いの他多忙となってしまったため、しっかりと引き継ぎを行った上でマギーがバトンタッチした形となった。
12月19日、20日、21日、フリーになってから初めてインフルエンザに罹患したため、初めて自身の担当番組（ZIP-FM『MAGIC JAM』）をお休みした。25日のオンエアには無事復帰を果たした。
2024年11月13日、14日、初めて新型コロナウイルス感染症に罹患したため、自身の担当番組（ZIP-FM『MAGIC JAM』）をお休みした。18日のオンエアには無事復帰を果たした。
2025年3月12日より、『YOSHIKI CHANNEL』 MC担当
2025年3月31日より、ZIP-FMの新番組『palette』担当

## 人物
- 大学の卒業論文でスヌーピーをテーマにするほどのスヌーピー好き[38]。
- 趣味は、チロルチョコの包み紙集め、ミュージカル、映画鑑賞、コンビニマニア、洋楽、動画制作&編集
- キックボクシングも趣味で習っている[39]。
- ピアノを幼いころから習い、家にはスタインウェイのグランドピアノがあった。
- YouTuberの活動もしている。
- 実用英語技能検定1級、TOEIC950点。
- 長年の夢であったスヌーピーと共演[40]。billboard classics SNOOPY Premium Symphonic Christmas Concert 2022 - 2022年12月3日の名古屋公演、12月24日の西宮公演［千秋楽］の司会[41]を担当。

## SBSでの出演番組

### テレビ
- 静岡新聞ニュース
- NEWS23 県内ニュース
- 静岡発そこ知り
- ヨエロスン〜とことんお尋ネ申す - 高木マーガレット萌香の「役に立たない英語講座」
- イブアイしずおか
- 新春！今年もドラマは大漁だ！香取慎吾＆綾瀬はるか＆深田恭子（2016年1月2日、TBSテレビ） - 高木マーガレット萌香名義で出演[42]。
- 新潟・長野・山梨・静岡  FUJIWARAのご当地B級グルメ弾丸ツアー![43][注 2]

### ラジオ
- You Gotta News〜夕方ニュース〜（2015年6月～2018年9月）
- なつき&もえかのRANKING PARADISE（2015年10月～2018年9月）
- アナらじ（金曜日担当・2016年4月～2018年9月）
- 静岡新聞ニュース

### DVD
- 家族ノカタチ - DVD-BOX ★特典映像「家族ノカタチ」新春スペシャルナビ（2016年1月2日）出演者の香取慎吾、上野樹里、西田敏行他へのスペシャルインタビュアーとして。

### CD
- しずおかより愛を込めて

### 情報サイト
- 静岡アナ 気になリスト（日刊スポーツ）2016年 - ＳＢＳ高木萌香アナ掲載（１回[44]、２回[45]、３回[46]）

## フリーアナウンサー（現在）

### 店内放送
- 渋谷PARCO館内英語アナウンス[47]
- 仙台S-PAL館内日本語・英語アナウンス
- セブンイレブン 店内放送[48]
- ミスタードーナツ店内限定番組「MISDO CLUB MUSIC STATION」英語・日本語アナウンス

### ラジオ
- キラメキ ミュージック スター「キラスタ」（2019年1月29日・31日、NACK5） - 同じ事務所の小林千鶴が休暇を取った為、代演。
- OH! HAPPY MORNING（2019年1月31日、JFNC） - 同じ事務所の小林千鶴が休暇を取った為、代演。
- 25th Anniversary SPECIAL DIG!!～IKIMONOGAKARI - ジングルボイスナレーション（2019年2月、JFL）
- GOODY（2019年4月 - 2020年3月、 ZIP-FM）
- ZIP-FM DISNEY DAY feat.『アナと雪の女王2』（ZIP-FM）
- Port Count Down 40（2019年4月7日[49]、9月8日[50]、10月6日[51]、FM PORT） - 島村仁の代演｡
- NIHON SAFETY AYAKA MUSIC TRIP - ジングルボイスナレーション（2019年5月、JFL）
- TAKRAM RADIO（2019年6月 - 、J-WAVE） - ジングルボイスナレーション
- bloomy*（2019年7月 - 2020年3月、ZIP-FM）
- Weekend Navi from TOKYO TOWER（2019年7月、TOKYO FM）
- Yakult WE ARE IKIMONOGAKARI ～20TH ANNIVERSARY EDITION～ - ジングルボイスナレーション（2019年11月、J-WAVE）
- SWEET VOX（2020年4月 - 2023年3月、ZIP-FM）
- Lucky Me（2020年10月18日、FMヨコハマ） - KANAの代演。[52]
- God Bless Saturday（2020年12月12日、FMヨコハマ）- ほのかさんの代演。[53]
- terminal（FM FUJI） - 綿谷エリナの代演。
- FRIDAY MUSIC PUZZLE（2021年1月15日 - 29日・2月12日～26日、ZIP-FM） - 高樹リサの代演。
- SUNDAY EVENING SPECIAL「映画 えんとつ町のプペル -ON THE RADIO-」（2021年1月31日、ZIP-FM） - キングコング・西野亮廣と出演。
- SUNDAY EVENING SPECIAL 「Taylor Swift -ON THE RADIO-」（2021年5月9日、ZIP-FM）
- TALKIN’ CRUISIN’-Hawaiian Style-（2021年5月23日、ZIP-FM）[54]
- ラジ和尚・長谷雄蓮華と2022年ゆかいになりたい仲間たち（2022年1月2日、CBCラジオ）- ゲスト出演｡[55][56]
- ちきゅうラジオ（2022年1月8・1月9日、ラジオ第1） - 堀口ミイナの代演。
- SATURDAY View→N（2022年2月19日、SBSラジオ）- 井手春希アナウンサーが休暇の為、代演。[57][58]
- MUSIC CROSSOVER（2022年10月15日・16日、SBSラジオ）- 鮎貝 健・松本ともこ の両MCがお休みの為、代演。[59]
- ZIP-FM NEW YEAR SPECIAL「MUSIC RELAY 2023」[60]（2023年1月1日、ZIP-FM）- 朝4時〜5時までをナビゲート[61]
- 高木マーガレットのMO-E-KA（もぉ〜えぇか！）（2023年4月9日 - 2025年3月30日、SBSラジオ）
- MAGIC JAM（2023年4月3日 - 2025年3月27日、ZIP-FM）
- 駿府城夏まつり「IAE presents夏まつりスペシャル～ハリウッドザコシショウがやってくる～」[62]（2023年8月20日、SBSラジオ） - 鉄崎幹人、堀葵衣、山﨑加奈と共にステージMC[63][64][65]
- SUNDAY EVENING SPECIAL 「ペンギンラッシュ - ON THE RADIO -」[66]（2024年1月21日、ZIP-FM）
- 「K-MIX モーニング ラジラ」内、ENKEI（エンケイ株式会社）のラジオCMの水曜日（7：48頃　THE WORLD IS NOW スポンサーCM）に出演[67]（2024年2月〜2024年12月、K-MIX）
- WEEKEND SMILE（2024年2月24日、ZIP-FM） - 玉置侑里子がお休みの為、代演｡[68][69]
- SUNDAY EVENING SPECIAL 「ハンブレッダーズ - ON THE RADIO -」[70]（2024年3月3日、ZIP-FM）
- Sparkling（2024年5月18日〜9月28日、ZIP-FM） - 清里千聖が産休の為、復帰まで代演。[71][72]
- 静岡イチ早い夏まつり!? ナツイチフェス by SBS RADIO 公開生放送（2024年6月2日、SBSラジオ） - パーソナリティ大集合 に出演[73][74]
- 『Sparkling from スキマフェス』スキマスイッチが主催のフェス「スキマフェス」のバックヤードからSparklingの非公開生放送[75][76]（2024年7月13日、ZIP-FM）
- SUNDAY EVENING SPECIAL 「-FUJI ROCK FESTIVAL ON THE RADIO-」[77]（2024年8月18日、ZIP-FM）-現地レポートと番組MC
- SUNDAY EVENING SPECIAL 「-あいみょん ON THE RADIO-」（2024年9月22日、ZIP-FM）-番組MC
- 「MAGIC JAM from ナナちゃんストリート supported by 名鉄グループ」（2024年12月5日、ZIP-FM）- DREAMS COME TRUEの中村正人さんをゲスト・ナビゲーターに迎えて、ナナちゃんストリート （イベントステージ Bブロック）の特設ステージで2時間半のMAGIC JAMの公開生放送[78]
- SBSラジオパーソナリティーオーディション2024 最終審査 生放送＆生配信（2024年12月22日、SBSラジオ）- ゲスト審査員[79][80]
- SUNDAY EVENING SPECIAL 「-Perfume ON THE RADIO-」[81]（2025年1月5日、ZIP-FM）-番組MC
- palette（2025年3月31日 - 、ZIP-FM）
- SUNDAY EVENING SPECIAL 「-コレサワ ON THE RADIO-」[82]（2025年4月6日、ZIP-FM）-番組MC
- SUNDAY EVENING SPECIAL 「FOCUS ON Hans Zimmer」[83]（2025年5月4日、ZIP-FM）-番組MC
- SUNDAY EVENING SPECIAL 「-川崎鷹也 ON THE RADIO-」[84]（2025年5月25日、ZIP-FM）-番組MC
- SUNDAY EVENING SPECIAL 「-Crystal Kay ON THE RADIO-」[85]（2025年7月20日、ZIP-FM）-番組MC
- SUNDAY EVENING SPECIAL 「-FUJI ROCK FESTIVAL ON THE RADIO-」[86]（2025年8月3日、ZIP-FM）-現地レポートと番組MC

### MC
- ディディエ・ドログバ出演 横浜ゴム・チェルシーFC ファンイベント バイリンガルMC（2018年11月）
- 『ライオン・キング』 - 公開記念スペシャルトーク&ライブ司会。
- 『ライオン・キング』 - 舞台挨拶、特別試写会、ワールドプレミア司会。
- 『マレフィセント2』公開記念 創作ドレスお披露目会。
- ミッドランド[87]・クリスマス 2019 ～ホワイト・ファンタジア～ - ゲスト：ビッケブランカ
- 越谷レイクタウン出初式（2019年1月） - MC
- バイトル presents チューモク ARTIST★LOCK ON[88][89]（2019年2月） - インタビュアー
- d&b audiotechnik（2019年9月） - 日本支社設立20周年パーティー
- Biz Tech Frontier 2021（2021年2月5日[90]　オンライン） - デベロッパートラック担当MC（動画７本[91][92][93][94][95][96][97]）
- FUNDAY PARK FESTIVAL 2022（2022年7月23日・24日）- ステージMC[98]
- 公益社団法人日本看護協会「看護の日」イベント「かんごちゃんねる」（2022年5月8日）［配信アーカイブが2023年5月８日に更新[99]］ - ハリー杉山さんとステージMC[100]
- ALTERNATIVE MUSIC EXPRESS NEW GENERATIONS  - COOL AND EMOTIONAL LIVE -（スターダストプロモーション）（2022年9月11日）- 司会[101][102]
- ALTERNATIVE MUSIC EXPRESS NEW GENERATIONS  - COOL AND EMOTIONAL LIVE２ -（スターダストプロモーション）（2022年11月12日）- 司会[103][104]
- 松坂屋静岡店開店90周年[105]記念イベント 屋上に行かナイト！ ～静岡の玉手箱な人たちに会える夜～[106][107]（2022年11月19日）- 司会[108]
- billboard classics SNOOPY Premium Symphonic Christmas Concert 2022[109][110] - 司会[41]（2022年12月3日 名古屋公演[111]）（2022年12月24日 西宮公演［千秋楽］[112][113]）
- COPPA CENTRO GIAPPONE 2023のクラッシックカーイベントの中の久屋大通りで行われたRALLY JAPAN 2023のイベント（2023年10月9日[114][115] 久屋大通@中部電力MIRAI TOWER北側ステージ）- ラリードライバー勝田範彦さんとステージMC
- 劇団四季ミュージカル『キャッツ』日本上演40周年を記念して「JRセントラルタワーズ」「JRゲートタワー」にて開催のコラボイベント、スペシャルトークショーで名古屋公演のキャストとクロストーク（2023年11月6日）- クロストークスペシャルMC[116][117]
- JIA建築家大会2023東海 in 常滑 の愛知県国際展示場 Aichi Sky Expo レセプション （2023年11月10日） - MC[118][119]
- ZIP-FM ライフ・プラネット スペシャル マネーセミナー supported by MAGIC JAM（2024年3月23日(土)［午前の部］10時〜［午後の部］14時〜、ZIP-FM 会議室） - MC[120][121]
- 薫風名港フェス2024（2024年5月4日） - MC[122][123]
- 静岡イチ早い夏まつり!? ナツイチフェス by SBS RADIO - SBSナツイチ MUSIC LIVE -（2024年6月2日） - MC[124][125]
- アマゾンジャパン インナー向けイベント（2024年6月7日）- MC[126]

- 名古屋港ガーデンふ頭 ウェルカムポートフェスタ2024（2024年10月27日）- MC[127][128]
- 映画『モアナと伝説の海２』公開記念 特別試写会（2024年11月29日）- MC[129]
- DREAMS COME TRUE 35th Anniversary ウラワン 2024/2025（2024年12月8日・28日）- ウラMC[130][131]
- MERRY ROCK PARADE 2024（2024年12月21日）- オープニングと点灯式MC[132]
- YOSHIKI CHANNEL 総集編 年末スペシャル（2024年12月30日〜2025年1月1日まで） - 2024年12月30日から年明けまでノンストップの生放送、30日23時からと31日23時からの2回MCを担当[133][134]
- YOSHIKI CHANNEL L.A.の火災とYOSHIKIの現状、2日連続生放送（2025年1月31日を担当） - MCを担当[135]
- 地球の未来を拓くテクノロジーの祭典「TechGALA Japan」が名古屋で開催（2025年2月4日-2月6日） - 2月5日に開催された「TechGALA Global Startup Showcase」のバイリンガルMCを担当[136][137]
- ZIP-FM ライフ・プラネット スペシャル マネーセミナー supported by MAGIC JAM（2025年3月16日(土)［午前の部］10時〜［午後の部］14時〜、ウインクあいち 12F／1208会議室 で開催） - MC[138]
- YOSHIKI CHANNEL 緊急帰国 首の手術後 初のパフォーマンス東京ドームMLB開幕戦で日米両国歌を演奏試合終了後生放送（2025年3月18日） - MCを担当[139]
- YOSHIKI CHANNEL YOSHIKI 都内某所より記者会見 独占生中継［Part1：記者会見、Part2：IVAN ＆ Matt が記者会見の内容を深掘り］（2025年3月21日） - Part1、Part2共にMCを担当[140]
- 高木マーガレットと観る！映画『花まんま』公開記念 特別試写会（2025年4月11日）- MC[141]

### 書籍
- 必聴ラジオ100[142]（三才ブックス）発売日：2020年1月16日
- 必聴ラジオ2021[143]（三才ブックス）発売日：2020年12月17日 - インタビュー記事

### 新聞
- 中日新聞『ライオン・キング』 - コメント掲載

### 雑誌
- ラジオ番組表2018年／秋号[144]（三才ブックス）発売日：2018年10月29日 - 好きなDJランキング掲載[145]
- ラジオ番組表2019年／春号[146]（三才ブックス）発売日：2019年4月27日 - GOODY・ナビゲーター紹介[147]
- デートプラス東海版 2019年8月号（ディーアンドエイチ）[148]
- デートプラス東海版 2021年1月号（ディーアンドエイチ）[149]
- 日刊トレンディ別冊 今聴くべき すごいラジオ大研究100[150]（日経BP）発売日：2021年2月16日 - SWEET VOX・ナビゲーター紹介[151]
- ラジオ番組表2021年／春号[152]（三才ブックス）発売日：2021年4月27日 - SWEET VOX・ナビゲーター紹介
- 週刊プレイボーイ「美人アナウンサーが推薦！“激ウマ”ご当地ソウルフード」（集英社）[153]
- SNOOPY ＆ PEANUTS Friends[154]（学研プラス）2022年9月29日 - コメント掲載[155]
- BRUTUS 2022年10月15日号 No.971「民放ラジオ99局と作る松任谷由実特集」[156]（マガジンハウス）- コメント掲載[157]
- デートプラス東海版 2023年5月号（ディーアンドエイチ）発売日：2023年3月30日 - 恋の春曲として選曲記事掲載
- 多聴多読マガジン2024年4月号（コスモピア株式会社）発売日：2024年3月6日 - 「テンプレ文で始める英語SNS」連載開始[158]

### YouTube
- 月刊『ジュニアエラ』（朝日新聞出版） - YouTubeチャンネル[159]で公開、「マチー＆マギーでふ ～ラッパーマギー計画～」[160]ラップ講座出演（予告編、第１話〜第６話）
- MAGGIE'S CHANNEL Bilingual MC #TRENDIFUL[161]（高木マーガレットのチャンネル）
- MAGGIE'S CHANNEL Bilingual MC #TRENDIFUL で DMM英会話(@DMMeikaiwa)とのコラボ動画を公開[162][163]（2020年8月21日）
- personalcare by Panasonic - Hair Care Launch Event[164]（英語レポーター）
- J.D. Power社 YouTubeチャンネル[165] 「J.D. Power News Network」「J.D. Power Showcasing」アナウンサー[21][22]（2021年〜）
- 公益社団法人日本看護協会「看護の日」イベント「かんごちゃんねる」配信アーカイブ[99]MC出演（2022年5月8日）
- 株式会社フェアコンサルティング YouTubeチャンネル[166] MC出演（2023年1月〜）
- あいち海上の森PR動画「ゆったりまったり、わたし時間」に出演。あいち海上の森センター公式YouTubeチャンネル[167]で公開。（2023年3月28日）「ゆったりまったり、わたし時間」3本構成［①あいち海上の森センター散策編[168]、②海上の森散策編[169]、③あいち海上の森センター取組編[170]］

### Podcast
- 【バイリンガル英会話】Bilingual Music Pop、ハワイ生まれテキサス育ちのバイリンガルアナウンサー高木マーガレットがゆるーく、楽しくお届けする日英ポッドキャスト（2022年3月〜）
- PEANUTS DICTIONARY（ZIP-FM Podcast）、スヌーピーを愛してやまない高木マーガレットが物語に出てくる英語の名台詞の中から、心に響くフレーズをピックアップ。奥の深い名言をわかりやすく翻訳していく - ホストMC （2022年4月〜）
- SAKURA ROLL -CHIT CHAT ABOUT REAL JAPANESE CULTURE- （ZIP-FM Podcast）、高木マーガレットと Hillary による、アメリカと日本の両方の視点から日本の文化を探求する全編英語のポッドキャスト番組。毎週土曜に最新話が配信される - ホストMC （2023年4月15日〜2024年3月30日 全49回）

### その他
- やついいちろうの「#偏な愛」〜ミクチャ特別番組〜（MixChannel）[171][172] - 「チロルチョコの包み紙」偏愛披露で出演[173]（2019年6月14日）
- ラジオ レコメンダー“ やきそばかおる ”の I love RADIO  第34回（VR Digest＋）- インタビュー記事[174]（2020年10月5日）
- SOMETIME'S 2nd EP『Slow Dance EP』に参加[175][176] - 「interlude」[177]の英語ポエトリー・リーディング[注 3]を担当[178]（2021年5月26日）
- ディズニープラス『あの夏のルカ』 - コメント掲載[179]（2021年6月18日）
- ディズニー実写映画『クルエラ』 - コメント掲載[180]（2021年6月25日）
- CareerCross「MAGGIE’S CHANNEL Bilingual MC #TRENDIFUL」 - おすすめYouTuberとして紹介[181][182] （2021年8月26日）
- バイリンガルアナウンサー、高木マーガレットの魅力に迫る。ハワイ生まれテキサス育ち、静岡県のアナウンサーからラジオパーソナリティに！【アナウンサーLAB⑯ <インタビュー編>】（ACTRESS PRESS）- インタビュー記事[183]、インタビュー動画[184]（2022年2月22日）
- ZIP-FM人気ナビゲーター 高木マーガレットさんのお気に入りの香りヘアケア「Diane Be True」で毎日Happy（日刊KELLY）- インタビュー記事[185]（2022年4月22日）
- 「今を輝く同窓生たち」齋藤顕一と渡辺真理によるインタビュー企画【第78回　髙木・マーガレット・萌香】（国際基督教大学同窓会）- インタビュー記事[186]（2022年4月26日）
- 高橋茉奈・くまきもえ・高木マーガレットのネット配信ラジオ「#gdgd3m」 のリアルトークイベント第1弾！ gdgd3m ~TALK &TOGETHER!!~ - イベント開催[187]（2022年8月13日）
- 高橋茉奈・くまきもえ・高木マーガレットのネット配信ラジオ「#gdgd3m」 のリアルトークイベント第2弾！ gdgd3m ~TALK &TOGETHER!!~ - イベント開催[188][189][108]（2022年11月19日）
- サマリーポケット（宅配型トランクルーム）- インタビュー記事[190][191]（2022年11月25日）
- 【高木マーガレット×ヴィレッジヴァンガード】のコラボ企画でグッズ期間限定発売[192][193]（2023年3月18日-3月26日）
- 高橋茉奈・くまきもえ・高木マーガレットのネット配信ラジオ「#gdgd3m」 のリアルトークイベント第3弾！ gdgd3m ~TALK &TOGETHER!!~「 #gdgd3m と行く、スマートアクアリウムの世界」を開催[194][195]（2023年9月30日）

- 「高木マーガレットのFC ❁ OHANA ❁」OHANA1周年イベント Maggie's Fan Meeting〜素直な心に花が咲く〜 を東京某所で開催[196]（2023年10月14日）

- 日刊ケリー✖️名古屋税理士会、「実は働きやすい！？税理士のお仕事を現役税理士さんに聞いてみました☆」[197]インタビュアーとして参加[198]（2023年11月11日）

- 愛知県立豊橋商業高等学校「論理国語」の授業「相手に伝わる文章（伝達力）養成講座」 - 講師として登壇[199][200]（2023年12月13日）
- TWICE コンサート「TWICE 5TH WORLD TOUR ‘READY TO BE’ in JAPAN」 バンテリンドーム ナゴヤでの規制退場アナウンス[201]（2023年12月16日）
- SBS（静岡放送）テレビの「ヨエロスン[注 4]」に6年ぶりに出演 - DJマギーとして出演[202][203]（2023年12月22日放送分）
- 日刊ケリー✖️名古屋税理士会、「意外と身近！？税理士さんに税金の悩みを相談してみました」[204]インタビュアーとして参加[205]（2024年2月23日）
- 「舞台:CRASH CAST 3」[206][207]（ZIP-FM） - キャスト出演[208][209]（2024年4月10日）
- 東静岡キッチンカーフェス「ヨエスロンステージ」に参加[210][211] - 上矢えり奈の代役として出演[212][213]（2024年4月13日）
- 高橋茉奈・くまきもえ・高木マーガレットのネット配信ラジオ「#gdgd3m」 のリアルトークイベント第3弾！ gdgd3m ~TALK &TOGETHER!!~「#gdgd3m とムネがろくろくー？松坂屋静岡店　館内ツアー＆トークショー2024」を開催[214][215]（2024年6月9日）
- 「FUJI ROCK FESTIVAL '24」に初参戦[216]（2024年7月26日）
- 「舞台:CRASH CAST 4」[2ndステージ]（ZIP-FM） - 2ndステージにキャスト出演[217]（2024年9月28日）
- アドバンス電気工業、テレビCM - 出演[218]（2024年12月〜）
- 名古屋最強のラジオ局を決めるイベント「THE ラジ王 2025」にZIP-FMの代表として町田こーすけと共に参加[219][220]（2025年2月22日）
- ZIP-FM READING FOR YOUR CHILDREN supported by NOYES ～心温まる絵本の世界とキッズ向けJAZZライブの味わいをぜひ親子で～ - 絵本の読み聞かせとMC[221][222]（2025年2月22日）
- 映画「80年後のあなたへ」（「私の卒業 プロジェクト」第6期）にZIP-FMのナビゲーター役で出演[223][224]（2025年春5月16日全国ロードショー）[225]
- 「舞台:CRASH CAST 5」（ZIP-FM） - キャスト出演（2025年7月23日）